# Rumi Ōkubo
Rumi Ōkubo (大久保 瑠美?, Ōkubo Rumi; Prefettura di Ehime, 27 settembre 1989) è una doppiatrice giapponese.
Lavora per 81 Produce. È nota per aver doppiato i protagonisti di molti anime, tra cui: Astolfo in Fate/Apocrypha, Ako Shirabe/Cure Muse in Suite Pretty Cure, Suguri Kinoshita in Happy Kappy, Chinatsu Yoshikawa in YuruYuri, Tsumiki Miniwa in Atchi kotchi, Yuzuko Nonohara in Yuyushiki, Mia Ageha in Pretty Rhythm: Dear My Future, Emilia Hermit in Hundred, Hinako Saijō in Long Riders! e Kotetsu in Tsugumomo. Ha anche vinto un premio come miglior esordiente femminile al 7° Seiyu Awards.

## Ruoli interpretati

### Serie animate
- Barakamon (Tamako Arai)
- Black Bullet (Yuzuki Katagiri)
- Death Parade (Nona)
- Edens Zero (Kleene Rutherford)
- Fate/Apocrypha (Rider nero/Astolfo)
- Fire Force (Ritsu)
- Freezing (Kaho Hiiragi)
- Fruits Basket (serie animata 2019) (Kimi Todo)
- Gamers! (Aguri)
- Heavy Object (Monica)
- How Not to Summon a Demon Lord (Sylvie)
- Kakegurui (Miri Jobami)
- Katanagatari (ragazza (ep. 4))
- Komi Can't Communicate (Omoharu Nakanaka)
- Konosuba (Megumi)
- Medaka Box Abnormal (Usa Hannyaji)
- Mob Psycho 100 (Ishiguro)
- My Daughter Left the Nest and Returned an S-Rank Adventurer (Miriam)
- My Home Hero (Hibiki)
- Oshi no ko - My Star (MEM-cho)
- Sorcerous Stabber Orphen (Claiomh Everlasting)
- That Time I Got Reincarnated as a Slime (Soka)
- Midnight Heart Tune (Nene Himekawa)[2]
- Munō na Nana (Nana Hiiragi)
- The Ambition of Oda Nobuna (Bontenmaru)
- Tsugumomo (Kotetsu)
- Valkyrie Drive: Mermaid (Miranda)
- Whispered Words (Konomi)
- Wizard Barristers (Koromo Sasori)
- Yuyushiki (Yuzuko Nonohara)

### OAV
- Fate/Grand Carnival (Elizabeth Bathory)
- Tokyo Ghoul: Jack (Aki Sasada)
- Under the Dog (Hana Tougetsu)

### Videogiochi
- Azur Lane (IJN Kisaragi, IJN Mutsuki, IJN Niizuki)
- Blue Archive (Mutsuki Asagi)
- Daemon X Machina (Abyss, Heaven)
- Digimon Story: Cyber Sleuth (Aimi Aiba)
- Dungeon Travelers 2: The Royal Library & the Monster Seal (Ist)
- Echoes of Mana (Angela)
- Epic Seven (Sezan)
- Fairy Fencer F (Eryn)
- Fate/Extra CCC (Lancer/Elizabeth Bathory)
- Fate/Grand Order (Lancer/Elizabeth Bathory, Mecha Eli-chan, Mecha Eli-chan Mk.II, Rider of Black/Astolfo)
- Fate/Extella: The Umbral Star (Lancer/Elizabeth Bathory)
- Fate/Extella Link (Rider of Black/Astolfo, Lancer/Elizabeth Bathory)
- Goddess of Victory: Nikke (Tia)
- Granblue Fantasy (Lunalu)
- Granblue Fantasy: Versus (Lunalu)
- Granblue Fantasy: Versus Rising (Lunalu)
- Kandagawa Jet Girls (Pan Ziyu)
- Lost Dimension (Himeno Akatsuki)
- Mary Skelter: Nightmares (Red Riding Hood)
- Mary Skelter 2 (Red Riding Hood)
- Mary Skelter Finale (Red Riding Hood)
- Operation Babel: New Tokyo Legacy (Hikaru Nanase)
- Ray Gigant (Mana Izano)
- Trials of Mana (Angela)